# Monumento a Colón (Pontevedra)
El monumento a Cristóbal Colón es una obra escultórica creada por el artista español Juan Sanmartín y Senra, situada en la ciudad española de Pontevedra. Se encuentra en el parque de las Palmeras, en el centro de la ciudad.

## Historia
La escultura fue realizada en Roma entre 1874 y 1877 por el escultor Juan Sanmartín y Senra. Su modelo fue aprobado por la Academia de Bellas Artes de San Lucas y la estatua fue instalada en el madrileño palacio de Santa Cruz, sede del Palacio de la Audiencia y posteriormente del Ministerio de Ultramar (1885-1898). Sanmartín realizó entre 1874 y 1883 tres esculturas de Colón. Una de ellas se instaló en el palacio de Santa Cruz, otra en el Senado (1882), ambas en Madrid, y una tercera en el Arsenal de Cartagena (1883). En 1892 Eugenio Montero Ríos trasladó a su pazo de Lourizán la escultura del Ministerio de Ultramar, que Sanmartín consideraba la mejor. El monumento se instaló en la propiedad de Montero Ríos para conmemorar el cuarto centenario de la llegada de los españoles a América.
A partir de 1914 el ayuntamiento de Pontevedra se fijó como objetivo erigir un monumento a Cristóbal Colón en la ciudad, para cuyo fin fue creada una comisión específica. Este proyecto no se hizo realidad en las décadas siguientes y en 1949 el pleno del ayuntamiento pontevedrés pidió a la Diputación Provincial de Pontevedra, que había pasado a ser la propietaria del pazo de Lourizán en 1943, el traslado de la estatua que estaba ubicada en el invernadero del pazo al parque de las Palmeras en el centro de la ciudad, hecho que se produjo finalmente en 1959. Con la instalación de la estatua en el parque, los jardines que la rodeaban pasaron a ser denominados jardines de Colón.
En 1981 un adolescente quebró con su cartera escolar la mano derecha de la estatua y la mantuvo oculta durante 30 años, hasta devolverla por fin en septiembre de 2011. En octubre de 2014 la mano fue restaurada en su correspondiente lugar en la estatua bajo la supervisión de la Escuela Superior de Conservación y Restauración de Bienes Culturales de Galicia.

## Descripción
La estatua, rodeada de una rosaleda y de camelios, se asienta sobre un pedestal de granito decorado con una carabela en relieve realizado en 1959 por el escultor José García Justo. La estatua de Colón es de mármol y mide 1,50 metros de altura y todo el conjunto monumental con el pedestal mide casi 4 metros.
Cristóbal Colón aparece representado conforme a una imagen propia del descubrimiento de América, en el momento de pisar tierra en el nuevo continente alzando la mirada al cielo y sujetando la bandera con la mano derecha. Una esfera situada detrás de la figura simboliza la forma redonda de la Tierra.
El vestuario de Colón consiste en un sayo y un manto según la moda de la época. La técnica de tallado es refinada, dado que las estatuas de Colón esculpidas por Juan Sanmartín, estaban diseñadas para interiores y para la contemplación.
La estatua original de 1892 tenía una cruz en la punta superior del estandarte y presentaba la mano derecha abierta y en la actual aparece cerrada y lleva un pergamino.

## Cultura
Durante décadas se celebraron ante el monumento las ofrendas florales a Cristóbal Colón, en las que autoridades provinciales y locales, acompañadas de himnos y banderas, realizaban para el homenaje un solemne desfile, a menudo encabezado por la Banda de Música de Pontevedra.
Según estudios de varios historiadores como Celso García de la Riega, Alfonso Philippot y José Benito García Iglesias, Cristóbal Colón sería de origen pontevedrés. De acuerdo con estos investigadores, los nombres que Cristóbal Colón empleó para designar los lugares que descubrió en el Nuevo Mundo, las inscripciones presentes en la basílica de Santa María la Mayor y los documentos hallados respaldan esta teoría.

## Galería de imágenes

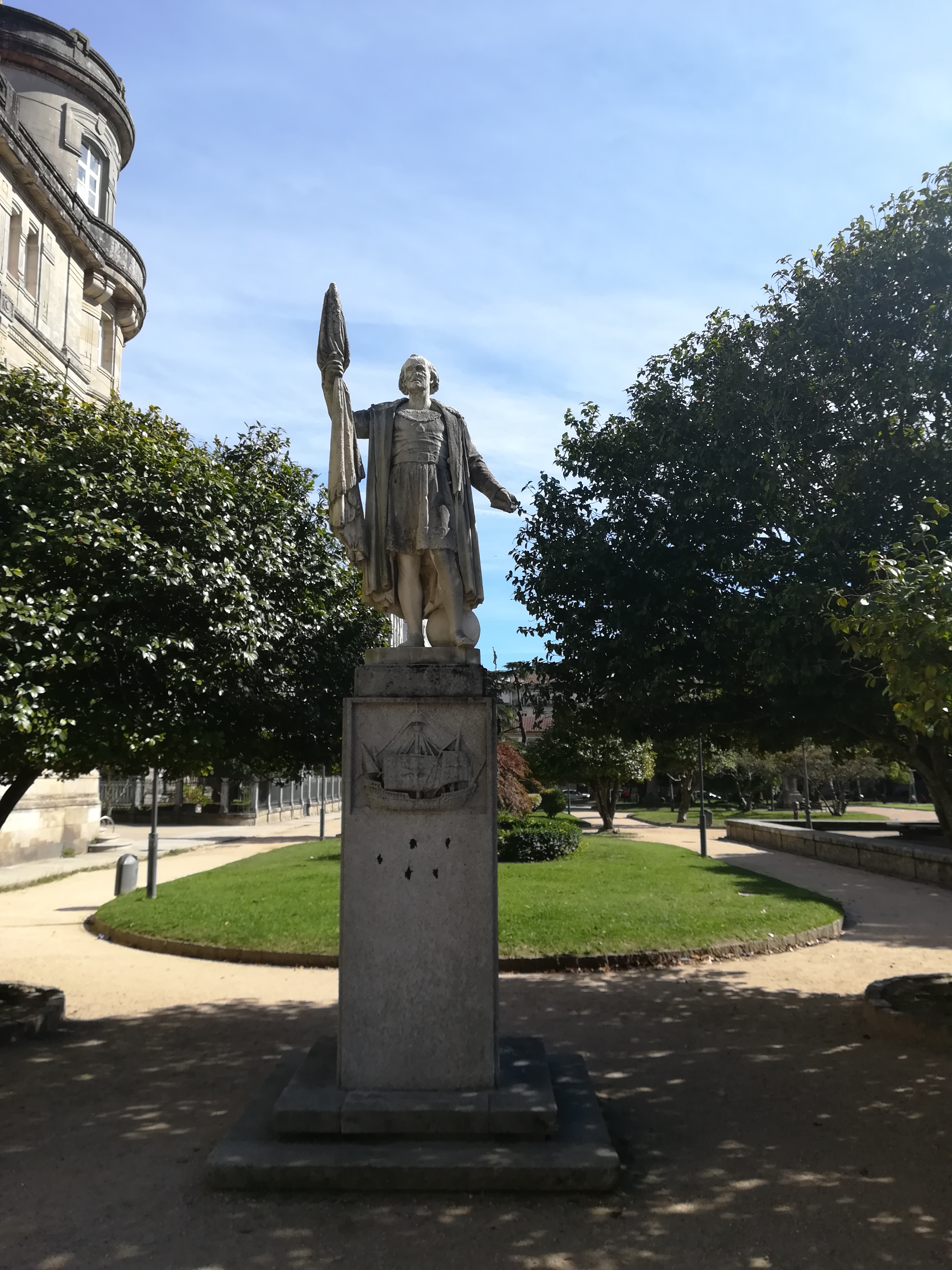
El monumento en los jardines de Colón
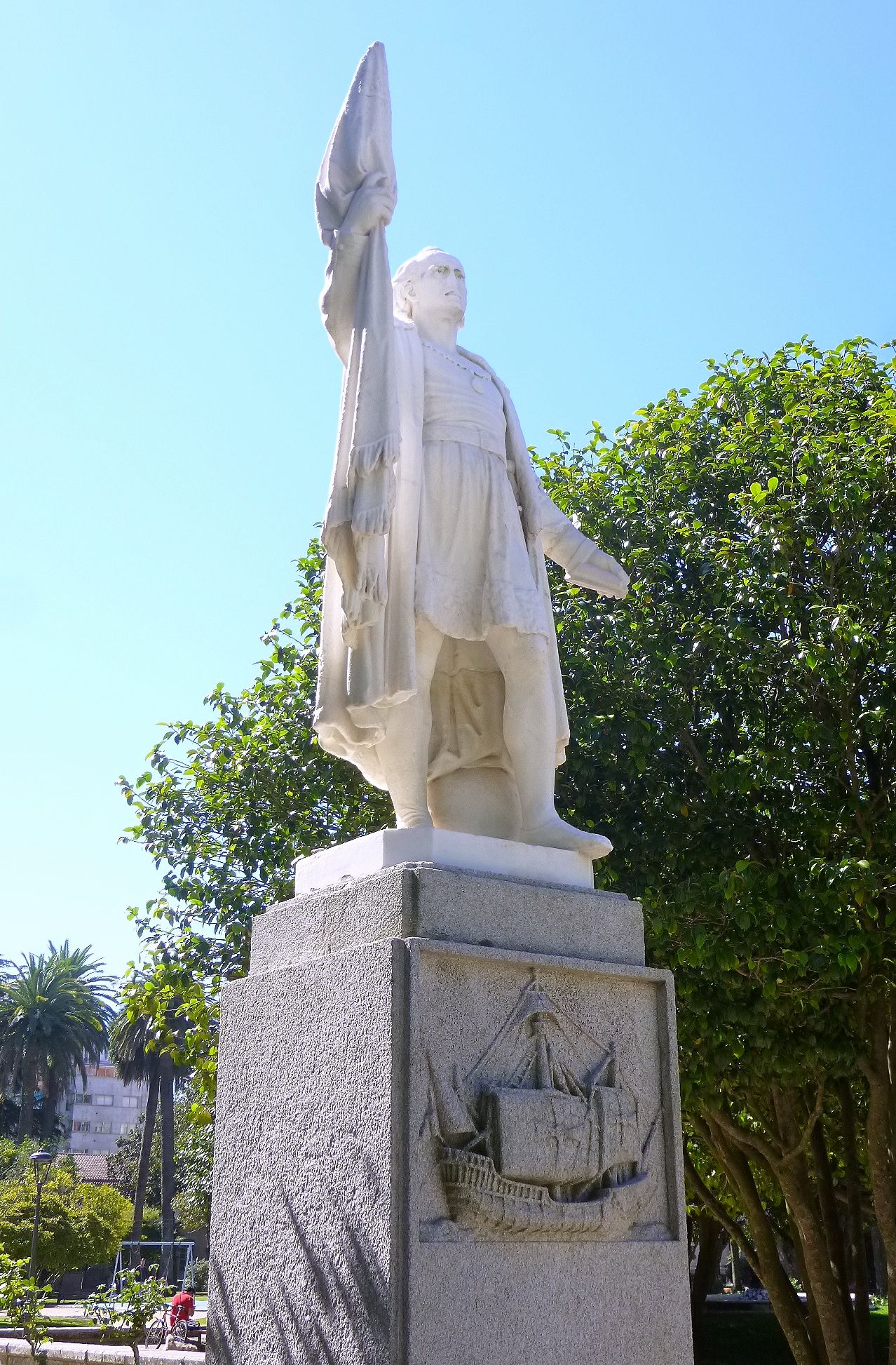
La estatua en enero de 2024